# Alfonso Trejos Willis
Alfonso Trejos Willis (San José, 15 de octubre de 1921-ibid. 25 de marzo de 1988) fue un científico microbiólogo costarricense. Discípulo de Clodomiro Picado Twight, primer presidente del Consejo Universitario de la Universidad de Costa Rica. Trejos ejerció distintos cargos académicos importantes y publicó más de 100 artículos científicos e investigaciones académicas, destacándose en envejecimiento biológico.

## Vida personal y estudios
Nació en San José, el 15 de octubre de 1921. Es hijo de José Francisco Trejos Quirós y Grace Willis Ross. Cursó la primaria en la Escuela Buenaventura Corrales.
Obtuvo el Bachillerato en Ciencias y Letras en 1939 en el Liceo de Costa Rica, trabajó por un tiempo vendiendo máquinas de escribir por falta de recursos, mediante beca del gobierno de Brasil y la Junta de Protección Social de San José obtuvo el diplomado en Biología, Zoología y Botánica de la Universidad de Brasil. Posteriormente obtiene trabajo en el Laboratorio del Hospital San Juan de Dios donde entablaría amistad con Picado Twight.
Desposa a Miradalba Correia de Melo en 1949 y posteriormente a Susana Lalli Giménez en 1973. Engendró seis hijos: Leda, José Alfonso (fallecido), Alejandro, Oswaldo (fallecido), Sandra Trejos Correia, Eduardo Trejos Lalli y crio a su hijastra Gabriela del Buono Lalli. 
En 1954 presenta la tesis de grado La cromoblastomicosis como problema micológico, considerada un hito en la incipiente investigación académica por su calidad.  Presentado en la Facultad de Ciencias de la Universidad de Costa Rica fue expuesto en el Laboratorio Bacteriológico del Hospital San Juan de Dios donde trabajaría bajo la tutela de su mentor Clorito Picado, del que se considera su sucesor.
Trejos obtiene el Doctorado en Filosofía de la Universidad Duke en 1957 con la tesis Morphologic, physiologic and antigenic studies of Torula berger.
Trejos fue Doctor en Microbiología, ejerció como profesor en Protozoología, Micología y Parasitología, así como investigador del Instituto de Investigaciones en Salud donde realizó investigaciones sobre el envejecimiento.

## Fallecimiento
Falleció en el 25 de marzo de 1988 a los 66 años de edad recordado como un ilustre académico y humanista.

## Carrera científica y académica
Entre 1958 y 1966 ocupó la jefatura del Departamento de Microbiología, Facultad de Medicina, en la Universidad de El Salvador. Entre 1966 y 1970, ejerció como Jefe del Departamento de Laboratorios y Asesor del Centro Panamericano de Zoonosis de la Organización Panamericana de la Salud con sede en Argentina. Al regresar al país Trejos fue el primer presidente electo del Consejo Universitario para el período 1973-1977 como representante del Área de Salud. Confundador y presidente del Programa de la Tercera Edad de la Vicerrectoría de Área Social de la Universidad de Costa Rica. Director del Programa Centroamericano de Ciencias de la Salud, de la Confederación Universitaria Centroamericana; Coordinador e investigador del Programa de Envejecimiento Biológico del Instituto Nacional de Investigaciones en Salud y Jefe del Laboratorio Clínico del Hospital San Juan de Dios.
Trejos hizo más de cien publicaciones académicas en revistas internacionales y en colaboración con más de 50 autores.

## Reconocimientos
Actualmente el Departamento de Producción de Reactivos del Hospital San Juan de Dios lleva su nombre.
Fue homenajeado por la Universidad de Costa Rica en la fecha del centenario de su natalicio.